# Kelloggella
Kelloggella és un gènere de peixos de la família dels gòbids i de l'ordre dels perciformes.

## Taxonomia
- Kelloggella avaiki (Tornabene, Deis i Mark V. Erdmann, 2017)
- Kelloggella cardinalis (Jordan & Seale, 1906)
- Kelloggella centralis (Hoese, 1975)
- Kelloggella disalvoi (Randall, 2009)[2]
- Kelloggella oligolepis (Jenkins, 1903)[3]
- Kelloggella quindecimfasciata (Fowler, 1946)[4]
- Kelloggella tricuspidata (Herre, 1935)[5][6][7][8][9][10][11]